# Johannes Betz (Theologe)
Johannes Betz (* 20. August 1914 in Redwitz an der Rodach; † 15. Juni 1984 in Würzburg) war deutscher Theologe und Priester.

## Leben
Von 1934 bis 1939 studierte er an der PTH Bamberg katholische Theologie und Philosophie, von Januar 1943 bis März 1945 an der Universität Würzburg, von 1946 bis 1948 an der Universität Tübingen. An Peter und Paul (29. Juni) 1939 wurde er in Bamberg zum Priester geweiht. Von 1948 bis 1953 war er wissenschaftlicher Assistent in Tübingen. Nach der Promotion in Tübingen am 3. Dezember 1953 und der Habilitation 1957 ebenda lehrte er dort 1958 als Privatdozent. Von 1959 bis 1963 war er außerplanmäßiger Professor in Bamberg. Von 1963 bis 1967 lehrte er als Professor für Dogmatik und Propädeutik an der Universität Mainz. Von 1967 bis zur Emeritierung 1979 war er Professor für Dogmatik in Würzburg.

## Schriften (Auswahl)
- Die Aktualpräsenz der Person und des Heilswerkes Jesu im Abendmahl nach der vorephesinischen griechischen Patristik. Freiburg im Breisgau 1955, OCLC 174778483.
- Die Realpräsenz des Leibes und Blutes Jesu im Abendmahl nach dem Neuen Testament. Freiburg im Breisgau 1961, OCLC 851219912.
- Eucharistie in der Schrift und Patristik. Freiburg im Breisgau 1979, ISBN 3-451-00731-2.